# Navarrete el Mudo

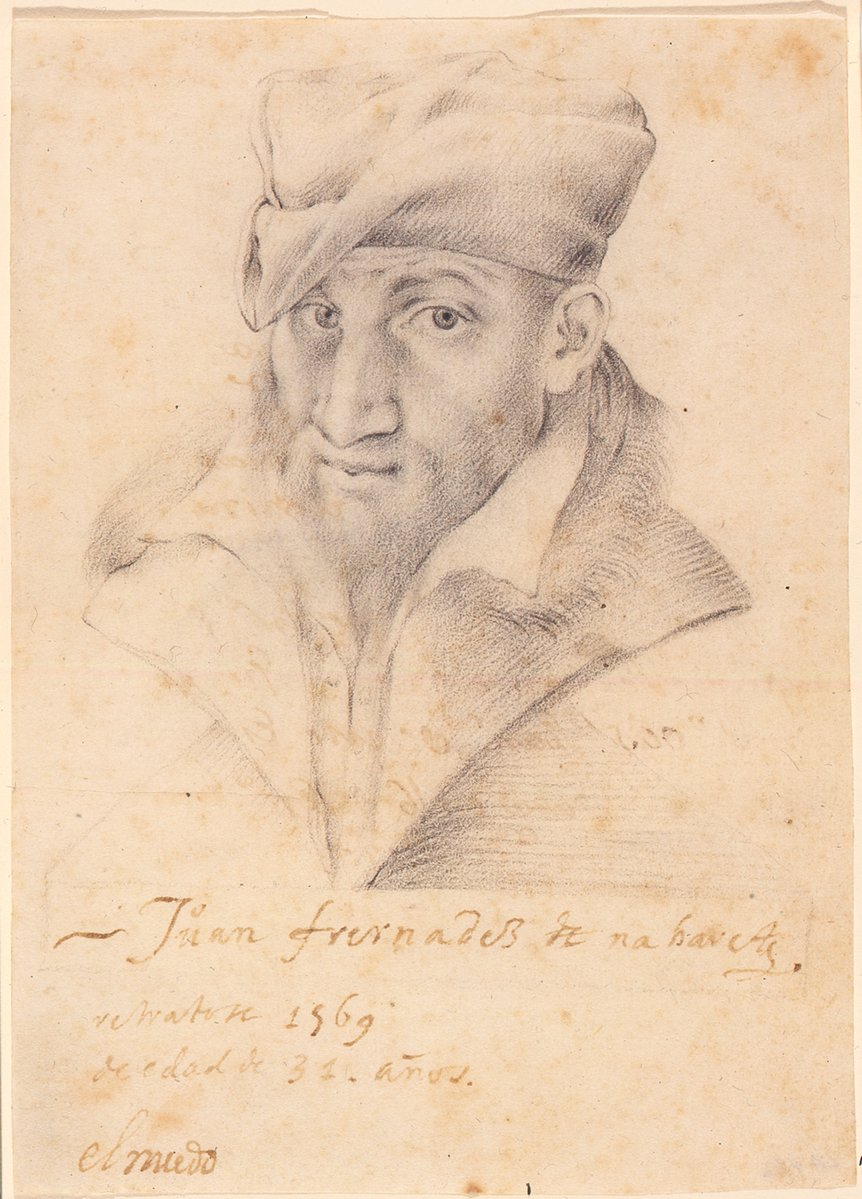
Anónimo español (siglo XVII), Retrato de Juan Fernández de Navarrete, el Mudo, lápiz negro, 155 x 110 mm, Nueva York, Hispanic Society of America. Una inscripción al pie («retratose 1569 / de edad de 31. años») lo identifica como copia de un autorretrato del pintor fechado en 1569, a sus 31 años de edad. Relacionado con los dibujos del Libro de descripción de verdaderos retratos de ilustres y memorables varones de Francisco Pacheco, aunque no formase parte de él, fue copiado por Goya en un dibujo a lápiz rojo conservado también en la Hispanic Society.

Juan Fernández de Navarrete (Logroño, c., 1538-Toledo, 1579), llamado «el Mudo», fue un pintor español del Renacimiento. Elogiado por Gaspar Gutiérrez de los Ríos en su Noticia general para la estimación de las artes (1600) como «nuestro Apeles Español, excelentissimo sobre quantos pintores ha avido», y posteriormente por Antonio Ponz (1724) como el «Tiziano español», por la cercanía de su estilo al de la pintura veneciana, Navarrete fue el más importante de los pintores españoles que trabajaron al servicio de Felipe II en la decoración del Monasterio de El Escorial, lo que le mereció el nombramiento de pintor del rey en 1568.
La fama de Navarrete el Mudo continuó a lo largo de los siglos, si bien en el ámbito exclusivamente español, como lo prueba el reconocimiento tan elogioso que le otorga la historiografía artística (Fray José de Sigüenza, Gutiérrez de los Ríos, Francisco Pacheco, Lope de Vega, Ponz, Carl Justi...), así como el hecho de que José Bonaparte, en el proceso de creación del denominado Museo Josefino (1809), incluyese a Navarrete entre los grandes pintores españoles, junto a Murillo o Velázquez.
Lo reducido de su producción (apenas diecisiete pinturas y tres dibujos se le puedan atribuir con razonable seguridad) y el hecho de que solo una de esas pinturas se conserve fuera de España —Abraham y los tres ángeles, en The National Gallery of Ireland— hace de Navarrete el Mudo un pintor prácticamente desconocido fuera de España.

## Biografía
Hijo de Juan Fernández de Navarrete, del que se conoce que pertenecía al gremio de tejedores y tintoreros, y de Catalina Jiménez, nació en Logroño hacia 1538. Según Antonio Palomino, siguiendo a fray José de Sigüenza, su primer biógrafo, que lo conoció bien y tenía en alta estima, era «hijo padres honrados y nobles», circunstancia que no es posible acreditar documentalmente, aunque sí cabe afirmar que se trataba de una familia económicamente solvente y relacionada con la élite logroñesa.

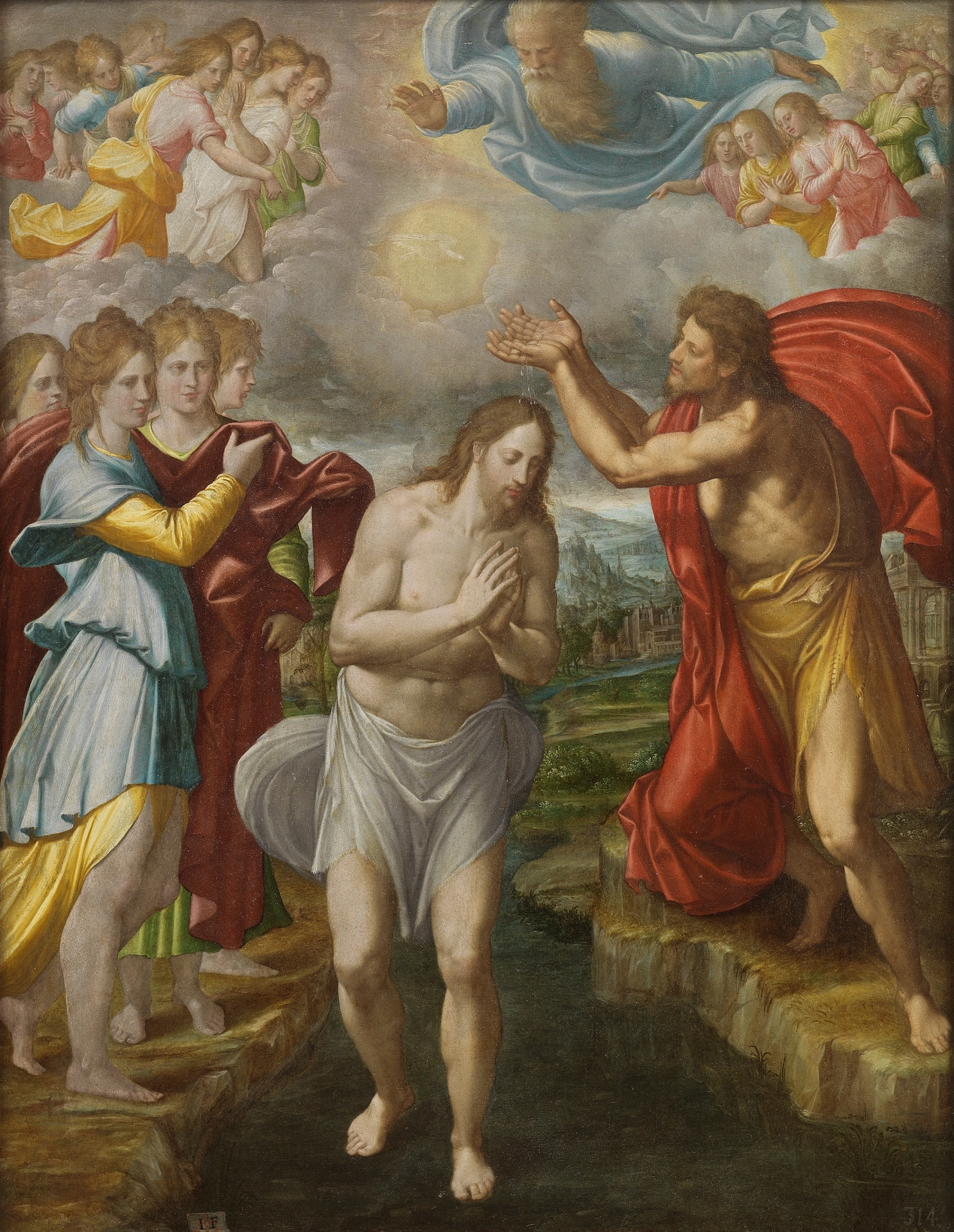
El Bautismo de Cristo, c. 1567/1567, óleo sobre tabla, 48,5 x 37 cm. Madrid, Museo del Prado.

Aunque algunas fuentes hablan de una enfermedad padecida a los tres años que lo dejó sordo, Navarrete, según Sigüenza, principal fuente de información sobre el pintor, nació mudo, lo que le corrigió Antonio Palomino, advirtiendo que es la sordera la causa de la mudez, «porque como no oyen, no aprenden, y así no hablan (...) Conque todos los que lo son de nacimiento son sordos (porque mudos todos nacen, pero no sordos); mas a esto le acompañaba (como suele suceder) una gran viveza de ingenio». Desde muy niño dio muestras de su predisposición para el dibujo, lo que hizo que sus padres lo enviasen al monasterio jerónimo de La Estrella, en San Asensio (La Rioja), donde fray Vicente de Santo Domingo, hábil miniaturista, le dio clases de dibujo y pintura y, viendo sus progresos, aconsejó a sus padres lo enviasen a Italia. Al decir de fray José de Sigüenza:

y como desde niño le vieron inclinado a pintar y a coas de dibujo, y que con carbones y con piedras, y con lo que hallaba, andaba contrahaciendo y borrajeando lo que veía, le llevaron a la hospedería del Monasterio de la Estrella, de nuestra Orden, para que allí aprendiese algo de un religioso de aquel convento que se llamaba fray Vicente, que sabía de pintura: diole algunos principios, y el fraile no los tenía malos; y como vio tanta habilidad en el muchacho, trató con sus padres que, pues se iba haciendo hombrecillo, le enviasen a Italia.

Es posible que fray Vicente de Santo Domingo, que ingresó como novicio en La Estrella en 1552, se valiese en sus enseñanzas de algún incipiente lenguaje de signos, como los que se empleaban desde la Edad Media en las comunidades monásticas obligadas al voto de silencio, como lo fue en su origen la Orden de San Jerónimo. Cabe recordar a este respecto que Cervantes hace en El licenciado Vidriera que sea un monje jerónimo, «que tenía gracia y ciencia particular en hacer que los mudos entendiesen y en cierta manera hablasen», quien sane de su locura a Tomás Rodaja. En tiempo de Navarrete, además, un benedictino, Pedro Ponce de León, había desarrollado el primer código lingüístico de signos para la educación de sordos.
La realización de un viaje a Italia, costeado por sus padres, puede ser confirmada por una súplica dirigida por su madre al rey Felipe II, a la muerte de Navarrete, en la que aseguraba que ella y su esposo, ya fallecido, «con mucho cuidado, y costa, enseñaron al dicho su hijo el arte de la pintura sustentándole fuera de estos reinos para que mejor con su havilidad pudiese servir a Vuestra Magestad como lo hizo catorce años». En el discurso quinto de la segunda parte de su Fundación del Monasterio de El Escorial, en el que se ocupa de las pinturas del claustro principal, dice Sigüenza que en Italia pudo ver cuanto bueno había en Roma, Florencia, Venecia, Milán y Nápoles, además de trabajar «en casa del Ticiano y de otros valientes hombres de aquel tiempo». Uno de ellos habría sido Pellegrino Tibaldi, otro de los célebres artistas italianos llamados a trabajar en El Escorial, al que llegó en 1586, muerto Navarrete, a quien fray José de Sigüenza había escuchado decir, admirándose de lo que de Navarrete veía pintado en El Escorial, «que en Italia no había hecho cosa de estima».

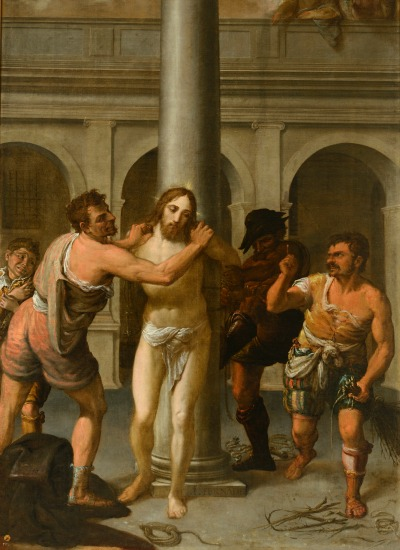
Cristo a la columna, c. 1572-1575. Óleo sobre lienzo, 350 x 210 cm, Real Monasterio de San Lorenzo de El Escorial.

Si los testimonios citados acreditan la realización del viaje, el estudio de sus primeras obras tras la llegada al Escorial, como la pequeña tabla del Bautismo de Cristo, con su técnica dibujística y colores fríos de acusada raíz manierista toscano-romana, parecen desmentir el encuentro con Tiziano en Italia, en cuyo taller puede descartarse que trabajase. Es, al contrario, el conocimiento de las obras de la escuela veneciana conservadas en El Escorial y el estudio de las obras de Tiziano presentes en la colección real, lo que hará posible la evolución de su pintura con la adopción de la manera veneciana desde un inicial manierismo romano. El Cristo a la columna del claustro alto de El Escorial evidencia el tiempo de estudio que Navarrete dedicó al monumental fresco de la Flagelación pintado por Sebastiano del Piombo sobre un dibujo de Miguel Ángel en la capilla Borgherini del convento de San Pietro in Montorio, vinculado a la colonia española en Roma. Es esta una de las influencias más visibles de su paso por Italia. Incluso la más tardía Aparición de Cristo a su Madre, estrechamente vinculada en el dinamismo de la figura de Cristo y el tratamiento de la luz al fresco del Descenso al Limbo encargado por Constantino del Castillo a Gaspar Becerra para su capilla de la iglesia de Santiago de los Españoles, llevó a Davidson a atribuir erróneamente a Navarrete el fresco romano y un dibujo a lápiz de Cristo resucitado que sirvió de modelo para el fresco localizado por ella en la Galleria dell'Accademia de Venecia, dibujo que se ha atribuido también a Sebastiano del Piombo y a Daniele Volterra imitando a Miguel Ángel.
A Navarrete se le documenta por primera vez en El Escorial en julio de 1566, encargado en pequeñas tareas de reparación de las pinturas dañas. Tres años antes se había colocado la primera piedra del monasterio, en pleno proceso de construcción. No parece casual que un año antes su primer maestro, fray Vicente de Santo Domingo, a solicitud del prior fray Juan de Colmenares había sido trasladado por los superiores de la orden desde la Estrella al Escorial para trabajar como pintor en la iluminación de libros de coro. Lo primero de lo que Sigüenza tenía noticia que hubiese pintado en El Escorial eran «unos Profetas de blanco y negro en unas puertas de un tablero, de la quinta angustia». Las puertas, pintadas a imitación de esculturas, perdidas, debían servir para proteger la famosa tabla del Descendimiento de Rogier van der Weyden (Museo del Prado) que había llegado de Flandes con daños. Reparadas las grietas abiertas en las tablas, a Navarrete se le encomendó también reponer las pérdidas de pintura conforme a las precisas instrucciones dadas por Felipe II, que no quería ver alterada las gestualidad de los rostros, sin «tocar en el gesto ni tocado de Nuestra Señora, ni en otra cosa que no sea vestido o campo». Otro cuadro heredado por Felipe II de su tía María de Hungría, regente de los Países Bajos, un Noli me tangere de Tiziano, llegó tan dañado que Navarrete hubo de limitarse a recortar y enmarcar lo que se pudo salvar de la figura de Cristo, pero la noticia es importante pues pone por primera vez en contacto directo a Navarrete con la pintura del veneciano.
A la muerte de Gaspar Becerra obtuvo el nombramiento de pintor del rey, título que le fue librado en marzo de 1568, pero el primer encargo importante no lo recibiría hasta finales de ese año: cuatro lienzos de gran tamaño para la sacristía provisional o de prestado, según la denominación de Sigüenza. A pesar de que entre las condiciones para el nombramiento de pintor del rey figuraba la obligación de residir en El Escorial obtuvo permiso para marchar a Logroño durante el invierno a casusa de su mala salud y las inadecuadas condiciones de alojamiento en El Escorial a causa de las obras. En casa de su madre y auxiliado por los frailes del Monasterio de La Estrella trabajó en los cuatro lienzos citados, cuyos temas, según las instrucciones recibidas, eran la Asunción, el martirio de san Felipe, san Jerónimo en el desierto y «la historia entera de Santiago del Vençimiento de los moros hasta que le degollaron», entregados a su regreso a El Escorial en la primavera de 1571. De los dos primeros, destruidos en el incendio de 1671, queda la descripción de fray José de Sigüenza, particularmente detallada en el caso de la Asunción: 

El primero de todos fue el cuadro de la Asunción de Nuestra Señora; adornóla con mucha diferencia de ángeles, unos vestidos, otros desnudos, con diversas posturas y escorzos ingeniosos y de propia invención. Los doce apóstoles que la contemplan subiendo por el aire, llenos de devoción y de espíritu, que se les echa de ver se les van las almas tras ella. Todos tienen hermosísimas cabezas y rostros verdaderamente santos. Está entre ellos el retrato de su mismo padre, y dicen que el de su madre es el mismo que el de la Santísima Virgen, porque era muy hermosa, y él salió también gentil hombre y de buen rostro, pintura toda muy acabada. Con todo esto, el Mudo quisiera no haberla pintado, porque la disposición de las figuras, que es en las historias parte principal, no le contentaba y quisiera, si el Rey le diera licencia, borrarla y hacer otra, y tenía razón, porque la Virgen parece va apretada entre los ángeles y tan envuelta por ellos que fue poca autoridad y poca gracia.

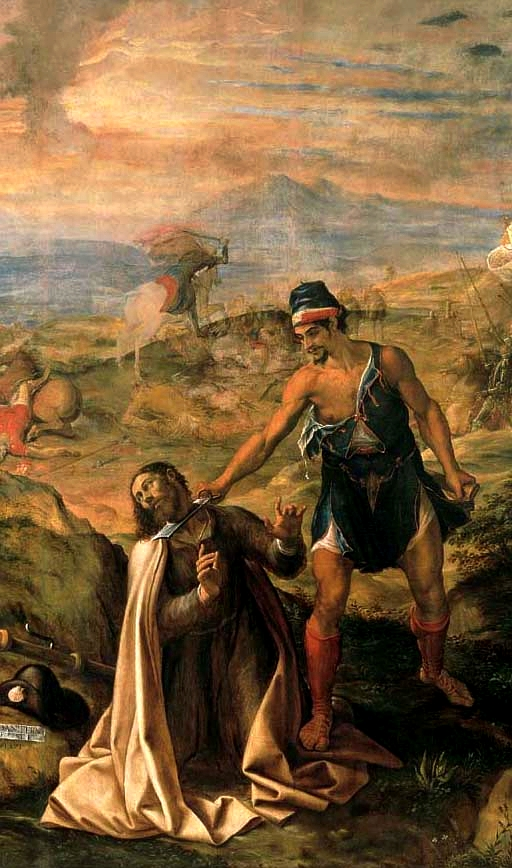
El martirio de Santiago, 1571. Óleo sobre lienzo, 347 x 209 cm. Real Monasterio de San Lorenzo de El Escorial.

Tampoco el martirio de san Felipe merecía su entera aprobación, aunque centrado en la figura del santo, excelente, pero «algo desgraciado» el resultado por el colorido de las ropas, y de las cuatro pinturas en su conjunto comentaba que en ellas Navarrete parecía haberse dejado llevar «del ingenio nativo, que se ve era labrar muy hermoso y acabado, para que se pudiese llegar a los ojos y gozar cuan de cerca quisiesen, propio gusto de los españoles en la pintura», pero entendiendo que aquel no era el camino de los pintores valientes, a imitación de su maestro Tiziano, que en sus inicios había hecho algo parecido para emprender luego un camino de más fuerza y relieve, en los demás cuadros que hizo «no acabó tanto y puso más cuidado en dar fuerza y relieve a lo que hacía imitando más la manera del Ticiano en los obscuros y fuerzas, y en los claros y alegres y que piden hermosura a Antonio de Acorezo (Correggio)».
Las dos pinturas conservadas de aquel primer encargo, San Jerónimo penitente y el Martirio de Santiago figuran, sin embargo, entre las obras mejor conocidas y más apreciadas del Mudo. El San Jerónimo, que fue lo primero que acabó y fechó en 1569, combina el dibujismo romano-toscano en la figura del santo con un paisaje de exuberante y fresca naturaleza que, en palabras de Sigüenza, podría compararse en acabado y paciencia a lo hecho por cualquier maestro flamenco, aunque de inmediato añadía que «esta sola falta tiene, que en estar tan acabado no parece de hombre valiente». La Degollación de Santiago, fechada dos años después, obra narrativa con el desarrollo vertical del paisaje en el que da cabida a la aparición del santo la batalla de Clavijo, evidencia la evolución del pintor hacia una pintura más suelta y de rico y luminoso colorido, apartándose de modelos flamencos, más deudor de Tintoretto que de Tiziano en el paisaje y en la escorzada figura del santo.

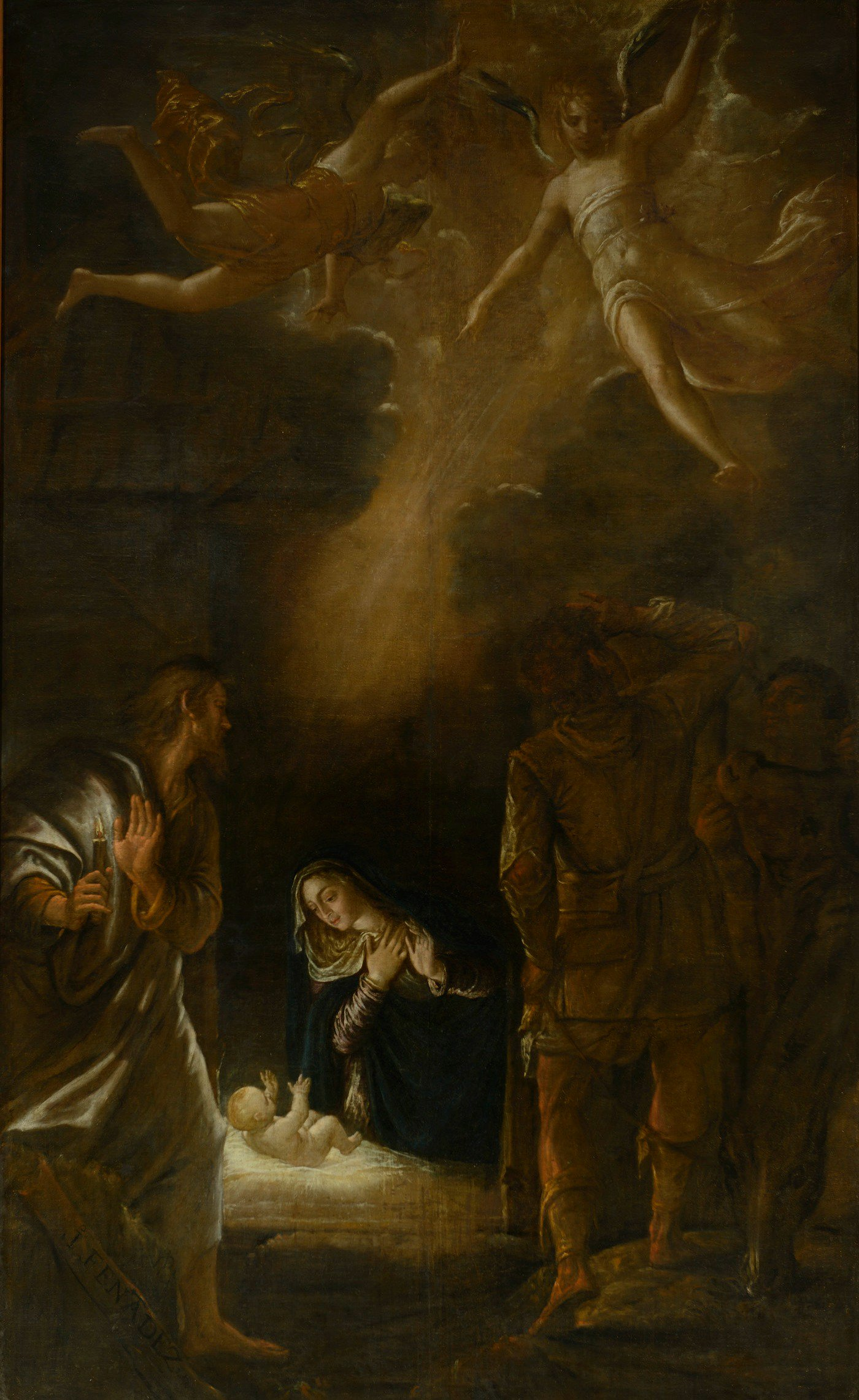
Adoración de los pastores, c. 1572-1575. Óleo sobre lienzo, 350 x 210 cm, Real Monasterio de San Lorenzo de El Escorial. Firmado «I^{o} FERNǍDEZ MVD^{o}».

Completada esta primera entrega, en el otoño de 1571 se le encargaron otros cuatro grandes lienzos, en este caso para la sacristía del convento, que reunidos con los primeros cuatro en tiempos de Sigüenza decoraban el claustro alto. Navarrete obtuvo licencia en esta ocasión para trabajar en Madrid, instalándose en casa del pintor Diego de Urbina. En noviembre de 1575 estaban terminados y entregados. Advertía en ellos Sigüenza, acertado crítico de arte, aquella manera nueva de pintor valiente, con el admirable artificio del tratamiento ticianesco de las luces en la Adoración de los pastores, al tiempo que, como religioso, valoraba lo apropiado de las expresiones de los rostros y de las actitudes para transmitir emociones, de forma que, guardando el decoro y «sin que la excelencia del arte padezca (...) verdaderamente son imágenes de devoción, donde se puede y aun da gana de rezar».
De los cuatro que formaban esta serie se perdió el que representaba a San Juan Evangelista escribiendo el Apocalipsis en la isla de Patmos, conservándose en dependencias del monasterio los tres restantes: La adoración de los pastores, escena nocturna con tres focos de luz diversos y fuerte contraste de claros y oscuros —dos obras de Tiziano en El Escorial: el Martirio de san Lorenzo de la Iglesia Vieja y la Oración en el huerto, ahora en el Museo del Prado, podrían haber sido sus modelos—, escena de la que Sigüenza destacaba las figuras de los pastores, habiéndole escuchado a Pellegrino Tibaldi exclamar ante ellos: «O le belli pastori», la Sagrada Familia con san Joaquín y santa Ana, una composición piramidal, de gusto renacentista, resuelta con mayor soltura y amplias pinceladas, en la que Sigüenza destacaba la cabeza de san José, que «dicen que está tomada del natural», y el detalle anecdótico del perro y el gato riñendo por un hueso, y el ya citado Cristo a la columna, con su capacidad de transmitir sentimientos de intensa piedad aun tratándose de un desnudo renacentista idealizado, sin señales de tortura.

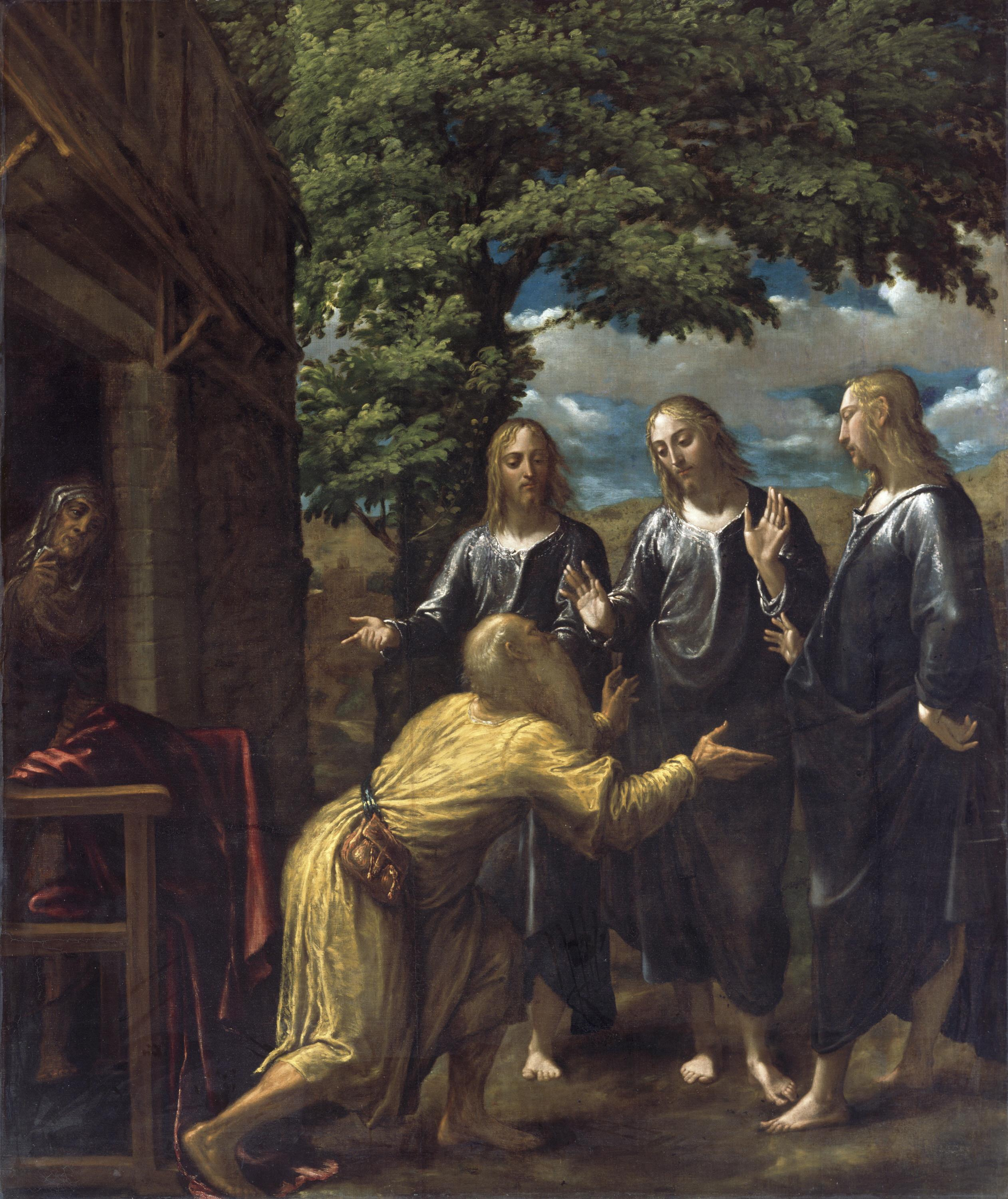
Abraham y los tres ángeles, 1576. Óleo sobre lienzo, 286 x 238 cm, Dublín, Galería Nacional de Irlanda.

En diciembre recibió el encargo de pintar la historia de Abraham y los tres ángeles (Génesis, 18, 1-16) para la portería del monasterio. La pintura, actualmente en la National Gallery of Ireland, muy alabada por Sigüenza —«cuando no nos dejara otra cosa de su mano, esta sola bastara para pregonarle valiente»— abordaba un tema muy apropiado para recibimiento o sala de huéspedes del convento, que tenía entre sus obligaciones ofrecer hospitalidad a los peregrinos, como Abraham había hecho agasajando a los tres varones en igual figura que se le aparecieron en Mambré anunciándole la próxima maternidad de Sara y el nacimiento de Isaac. Interpretando en sentido trinitario la visión de Mambré conforme a algunos padres latinos y siguiendo a Agustín de Hipona, —«tres vidit et unum adoravit»— Navarrete optó por una inusual forma de representar a los ángeles que desagradó a Francisco Pacheco, que en sus instrucciones iconográficas le reprochó haber pintado a los ángeles como nazarenos y con barbas, es decir, como si de una Trinidad antropomorfa se tratase triplicando la imagen del Jesús nazareno.
En agosto de 1576 Navarrete entregó la pintura de Abraham y los tres ángeles —por la que en noviembre y para ayuda de su casamiento cobró en noviembre la generosa suma de 500 ducados— e inmediatamente contrató con la Congregación de la Fábrica representada por el prior Julián Tricio la pintura de los treinta y dos altares distribuidos por toda la superficie de la basílica, cuya construcción había comenzado solo unos meses antes. El contrato no fijaba los asuntos de las pinturas, que probablemente se le diesen al pintor en escrito aparte, pero establecía que toda la pintura debía tener un fin devocional y hacerse a satisfacción del rey y del prior. Además las personas sagradas debían resultar fácilmente reconocibles, es decir, habían de pintarse según modelos iconográficos consolidados por el uso y con sus correspondientes atributos., y debía tener todo ello terminado en el plazo de cuatro años, cobrando 200 ducados por cada lienzo que entregase acabado sin perjuicio de su sueldo de pintor del rey. 
Navarrete comenzó por el apostolado y los evangelistas, en parejas, figuras de cuerpo entero con la línea del horizonte a la altura del pecho, reforzando la monumentalidad de las figuras al destacar sobre él hombros y cabezas, estas individualizadas como auténticos retratos, con toques de luz contrastados. Solo siete de esos lienzos pudo acabar, dejando inconcluso el octavo, San Felipe y Santiago el Menor, acabado por Diego de Urbina, y se conservan en su lugar, ocupando los nichos abiertos en los pilares torales más cercanos a la cabecera de la nave de la basílica. Ocupado todavía con este trabajo en enero de 1579 se trató del encargo también de las pinturas del retablo mayor, cuya construcción asumían en la misma fecha Pompeo Leoni, Jacopo da Trezzo y Juan Bautista Comane, un encargo que no pudo ni siquiera iniciar.
Acompañado por su criado y discípulo portugués Adán Mimoso y cargado de materiales de trabajo —lienzos y colores, una carpeta con grabados, la arquitectura de Andrea Palladio y un bosquejo del retablo— a últimos de febrero de 1579 Navarrete llegó a Toledo y se instaló en casa de su amigo el arquitecto Nicolás de Vergara el Mozo. Enfermo del estómago, un año antes había pedido permiso al rey para otorgar testamento. Los testimonios presentados en esa ocasión por algunos amigos, requisito necesario para acreditar la autonomía del pintor y su capacidad para testar a pesar de su sordera, ofrecen información preciosa acerca de la personalidad del pintor, hombre de mucho entendimiento capaz, según Hernando de Escobar, con quien tenía negocios en la corte, de jugar a muchos juegos de naipes, llevando las cuentas como el mejor, pues, si no era el habla, nada le faltaba para hacerse entender. Pompeo Leoni, en ese sentido, afirmaba que «responde muy puntual a lo que le dicen por señas y es hombre de gran memoria y da fácilmente a entender lo que dicen las personas con quien habla», además de ser capaz de pronunciar alguna palabra, escribir «en cierta forma y buena letra» y llevar las cuentas, siendo conocedor de las sagradas escrituras «tanto que dándosele por escrito [una historia de ellas] lo pinta tan excogidamente como puede aver pintor», «singular y perfecto en su arte» y, en suma, «hombre recogido y virtuoso y guardoso de su hacienda». Del testamento resulta, además, que era padre de una hija natural que en el momento de morir Navarrete contaba cuatro años y había sido puesta al cuidado del pintor Alonso de Herrera en Segovia, a la que dejaba 600 ducados de dote para que ingresara en un convento porque «según la calidad de su linaje no la podían casar bien con tan poco dinero».

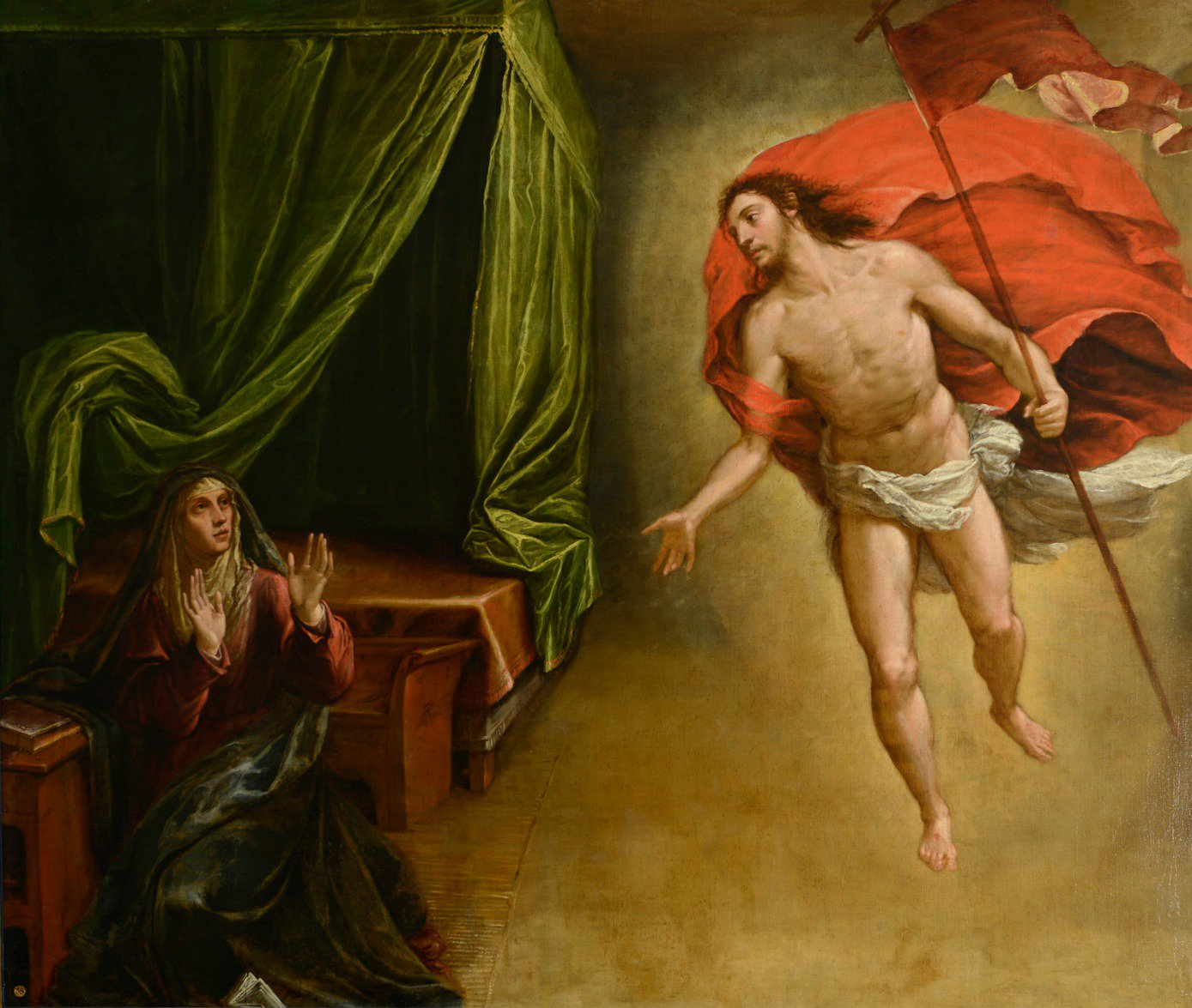
Aparición de Cristo a su Madre, c. 1578-1579. Óleo sobre lienzo, 249 x 291 cm, Real Monasterio de San Lorenzo de El Escorial.

Murió el 28 de marzo tras redactar esa misma mañana apresuradamente su testamento y confesarse hasta tres veces por señas. Del inventario de sus bienes en Toledo y El Escorial, no muy numerosos ni de elevado valor, destacan las pinturas, entre ellas varios retratos: su autorretrato y el retrato de su padre, que se entregaron a su hermano Diego, y los de Andrea Doria, el duque de Medinaceli, Ana Manrique y el de un sacerdote innominado sin acabar; también pinturas de devoción, seguramente destinadas al comercio particular y de fácil venta, entre ellas hasta seis cuadros del Ecce Homo, uno sin acabar, más dos copiados del Tiziano; dos Magdalenas iguales, cuatro cuadros de san Francisco y tres de la Soledad. También el inacabado de San Felipe y Santiago, que el aparejador de la fábrica de El Escorial fray Antonio de Villacastín dijo tener ya recibido por cuenta del rey, y otros dos cuadros que el hermano del pintor dejó al veedor García de Brizuela para que fuesen entregados al rey: «un quadro grande de la apariçión de Cristo a su madre después de Resusçitado, acavado» y «Otro quadro grande, bosquejado de sant Lorenço martirizado, y sant hipólito y otros discípulos que yban por su cuerpo para le sepultar». Ambas obras, que serían las últimas del pintor, se conservan en el monasterio. 
El cuadro grande de san Hipólito y sus compañeros tomando de noche el cuerpo de san Lorenzo para darle sepultura según La leyenda dorada de Santiago de la Vorágine, «historia y paso llenos de arte y de piedad» según Sigüenza, que lo dice acabado por un discípulo, es una nueva indagación de Navarrete sobre los efectos lumínicos de las diversas fuentes de luz aprendidos de los venecianos, en este caso la luna que ilumina el cuerpo inerte del santo y la candela avivada por un muchacho a la derecha, recurso bassanesco empleado también por el Greco. En cuanto al tema no evangélico de la aparición de Cristo a su Madre tras la resurrección, «cuerpo desnudo hermosísimo y de linda simetría y proporción», tal como lo describe Sigüenza, remite como ya se ha advertido a sus años de formación en Roma y a modelos de Gaspar Becerra, con un tratamiento de la luz y el color venecianos.
Fray José de Sigüenza, al ponderar la formación italiana de Navarrete y su asimilación de la pintura de aquella nacionalidad, asiento de la más elevada de las artes, escribió que «lo que me pesa es que se comenzó en él, y en él podemos decir se acabó, porque no vemos hasta ahora quien se le vaya pareciendo, ni aún de lejos». Otros contemporáneos como los abogados Gaspar Gutiérrez de los Ríos y Juan Butrón o Juan de Jáuregui, lo elogiaron recordando el tópico horaciano de la poesía muda al que también alude Lope de Vega, familiar de Diego de Urbina, a través del que pudo conocer a Navarrete, en uno de sus epitafios a diversos sepulcros:

Del Mudo, pintor famosísimo.

No quiso el cielo que hablase 
porque con mi entendimiento 
diese mayor sentimiento 
a las cosas que pintase. 
Y tanta vida les di 
con el pincel singular 
que como no pude hablar 
hice que hablasen por mí.

## Catálogo
El presente catálogo se basa en el establecido por Rosemarie Mulcahy. No se incluyen las obras no conservadas, algunas de ellas citadas por Sigüenza y mencionadas ya en la biografía del pintor.

### Pintura al óleo
- El Bautismo de Cristo, c. 1565/1567, óleo sobre tabla, 48,5 x 37 cm, Madrid, Museo del Prado. Firmado con las iniciales I. F. abajo a la izquierda.[52] Según el padre Sigüenza se trata de la muestra que el Mudo presentó a Felipe II cuando llegó a El Escorial, cuadro de «mucha estima, porque está excelentemente labrado: donde también se ve cuán diferente manera era aquella de la que después siguió».[53] Localizado en la librería de la celda alta del prior, se cita ya en el inventario de la primera entrega de obras de arte al monasterio en 1574. En 1809 Frédéric Quillet lo seleccionó para formar parte del Museo Josefino, trasladándolo a Madrid. Depositado luego en la Real Academia de Bellas Artes de San Fernando, en 1826 ingresó en el Museo del Prado.[54]
- San Jerónimo penitente, 1569. Óleo sobre lienzo, 347 x 213 cm, Real Monasterio de San Lorenzo de El Escorial. Firmado «I. F. MVĐ F. 1569».
- El martirio de Santiago, 1571. Óleo sobre lienzo, 347 x 209 cm, Real Monasterio de San Lorenzo de El Escorial. Firmado «IOAN FERÑDEZ M.DO F. 1571»
- La Sagrada Familia con san Joaquín y santa Ana, c. 1572-1575. Óleo sobre lienzo, 350 x 210 cm, Real Monasterio de San Lorenzo de El Escorial
- Cristo a la columna, c. 1572-1575. Óleo sobre lienzo, 350 x 210 cm, Real Monasterio de San Lorenzo de El Escorial. Firmado «Io FERNǍDEZ MVDo»
- Adoración de los pastores, c. 1572-1575. Óleo sobre lienzo, 350 x 210 cm, Real Monasterio de San Lorenzo de El Escorial. Firmado «Io FERNǍDEZ MVDo».
- Abraham y los tres ángeles, 1576. Óleo sobre lienzo, 286 x 238 cm, Dublín, Galería Nacional de Irlanda.
- San Pedro y san Pablo, 1577. Óleo sobre lienzo, 235 x 185 cm, Basílica del Real Monasterio de San Lorenzo de El Escorial. Firmado y fechado «I. F. M. F. 1577».
- Santiago el Mayor y san Andrés, 1577. Óleo sobre lienzo, 235 x 185 cm, Basílica del Real Monasterio de San Lorenzo de El Escorial. Firmado y fechado «I. F. M. F. 1577».
- San Bartolomé y santo Tomás, 1577. Óleo sobre lienzo, 335 x 185 cm, Basílica del Real Monasterio de San Lorenzo de El Escorial. Firmado y fechado «Io. FDEZ. MDO. F. 1577».
- San Matías y san Bernabé, 1578. Óleo sobre lienzo, 235 x 185 cm, Basílica del Real Monasterio de San Lorenzo de El Escorial. Firmado y fechado «I. F. M. 1578».
- San Marcos y San Lucas, 1578. Óleo sobre lienzo, 235 x 185 cm, Basílica del Real Monasterio de San Lorenzo de El Escorial. Firmado y fechado «I. F. M. 1578 F.».
- San Simón y san Judas, 1578. Óleo sobre lienzo, 235 x 185 cm, Basílica del Real Monasterio de San Lorenzo de El Escorial.
- San Juan y san Mateo, 1578. Óleo sobre lienzo, 235 x 185 cm, Basílica del Real Monasterio de San Lorenzo de El Escorial. Firmado y fechado «Io FDEZ. MDO. 1578. AÑO.».
- San Felipe y Santiago el Menor, 1578-1579. Acabado por Diego de Urbina. Óleo sobre lienzo, 235 x 185 cm, Basílica del Real Monasterio de San Lorenzo de El Escorial.
- Aparición de Cristo a su Madre, c. 1578-1579. Óleo sobre lienzo, 249 x 291 cm, Real Monasterio de San Lorenzo de El Escorial.
- Entierro de san Lorenzo, c. 1578-1579. Óleo sobre lienzo, 205 x 290 cm, Real Monasterio de San Lorenzo de El Escorial.
- Nacimiento de Cristo, c. 1578-1579. Óleo sobre tabla de nogal, 30,6 x 21,5 cm, Real Monasterio de San Lorenzo de El Escorial. Incorporado al catálogo de Navarrete en 2017, en la exposición dedicada al pintor en el Monasterio de El Escorial, anteriormente estuvo atribuido por Vicente Poleró a Federico Zuccaro.[55]

Fuera de catálogo: Martirio de san Sebastián. Óleo sobre lienzo, 209,7 x 146,2, firmado «El Mudo fecit». Colección particular.

### Dibujos
- Adoración de los pastores, c. 1579. Pluma, tinta y aguada sepia. Destruido en 1936, en el incendio del Instituto Jovellanos de Gijón, conocido por una fotografía.
- León bebiendo, lápiz negro y sanguina sobre papel verjurado, 236 x 256 mm, Madrid, Museo del Prado. Estudio para el San Jerónimo penitente.[57]
- Abraham y los tres ángeles, 1576. Lápiz sobre papel, 230 x 230 mm. Madrid, Instituto Valencia de Don Juan.